# 茂木克憲
茂木克憲（1991年2月26日 - ）は、役者・俳優。俳優として、テレビ･映画等で幅広く活動。主な出演作品として、TBS『ガッコの先生』松本清晴役、NHK『虹色定期便』山下一郎役でそれぞれレギュラー出演。                         

## 人物
出生地 - 神奈川県
　うお座
血液型 - A型　「もてぎん」「ぎんぬ」「かっちゃん」の愛称で親しまれる。
趣味 - TVゲーム　グッズ集め（仮面ライダー）　バイク（GB350S）等
特技 - 空手（黒帯）柔道（黒帯）　少林寺拳法（黒帯）　カラオケ　

## 出演歴
[テレビ] - 虹色定期便　爆竜戦隊アバレンジャー　逢わせ屋　ガッコの先生
[映画] - イキガミ　妄想少女オタク系
[スチール] - メグミルク毎日骨太
[CM] - LAWSON
現在  - メルセデス・ベンツ